# Анхелес Гонсалес-Сінде
Анхелес Гонсалес-Сінде (ісп. Ángeles González-Sinde; нар. 7 квітня 1965, Мадрид, Іспанія) — іспанська кінорежисерка та сценаристка. Міністр культури Іспанії (2009—2011).
Лауреат премії Гойя (1997, 2003).
Закінчила Мадридський університет.